# Avaré (ort)
Avaré är en ort i Brasilien.   Den ligger i kommunen Avaré och delstaten São Paulo, i den södra delen av landet, 800 km söder om huvudstaden Brasília. Avaré ligger 780 meter över havet och antalet invånare är 81 285.
Terrängen runt Avaré är platt norrut, men söderut är den kuperad. Avaré är det största samhället i trakten.
Omgivningarna runt Avaré är huvudsakligen savann. Runt Avaré är det ganska tätbefolkat, med 70 invånare per kvadratkilometer.